# 莫里斯·舍瓦利耶
莫里斯·舍瓦利耶（法語：Maurice Chevalier，1888年9月12日—1972年1月1日），男，法国演员、法国音乐歌手、娱乐演员，在法国和美国进行表演。曾出演1957年影片《黄昏之恋》。1959年获得奥斯卡荣誉奖。1972年在巴黎去世，享壽83歲。

## 外部連結
- 莫里斯·舍瓦利耶在互联网电影资料库（IMDb）上的資料（英文）
- 莫里斯·舍瓦利耶在时光网上的簡介（简体中文）